# Епископ сремски Евтимије
Евтимије Поповић (Комлуш, ?, 1704, Шишатовац), епископ Будимске епархије Српске православне цркве

## Биографија
Рођен је у Срему у селу Комлушу које одавно више не постоји. Налазило се то место близу манастира Шишатовца, северно, негде између Старог Дивоша и Свилоша. Године 1590. у Комлушу је било 11 пореских домаћинстава. То је сада шума Комлуш, од значаја за туристе. 
Био је он постриженик и монах шишатовачки. За време турске окупације био је владика у Срему, а потом у време аустријског цара Леополда - митрополит Будимски и Столно-Београдски (1695-1700). За време патријарха Арсенија III Чарнојевића дошао је у манастир Шишатовац где је умро и "погребен". Сахрањен је у припрати пред црквом, са десне стране, где је постављен камени белег.